# Tribalus leleupi
Tribalus leleupi är en skalbaggsart som beskrevs av Thérond 1965. Tribalus leleupi ingår i släktet Tribalus och familjen stumpbaggar. Inga underarter finns listade i Catalogue of Life.